# 禾杆旱蕨
禾杆旱蕨（学名：Cheilanthes tibetica），也称西藏旱蕨，为凤尾蕨科碎米蕨属下的一个种。